# سوبا (إسبانيا)
بلدية سوبا (بالإسبانية: Soba)‏، هي إحدى بلديات منطقة كانتابريا, المصنفة على أنها مقاطعة أيضاً، في شمال إسبانيا.
يبلغ عدد سكانها 1.614 نسمة وفقاً لإحصائية سنة (2002).